# Толбот, Томас, 2-й виконт Лайл
Томас Толбот (англ. Thomas Talbot; приблизительно 1449 — 20 марта 1470, при Нибли-Грин, Глостершир, Королевство Англия) — английский аристократ, 2-й барон Лайл и 2-й виконт Лайл с 1453 года. Погиб в частной войне с Уильямом Беркли, 2-м бароном Беркли.

## Биография
Томас Толбот принадлежал к младшей ветви старинного баронского рода и был внуком Джона Толбота, 1-го графа Шрусбери, знаменитого английского полководца времён Столетней войны, а по женской линии происходил от последних Бошанов и баронов Лайл. Он родился приблизительно в 1449 году в семье Джона Толбота, 1-го барона Лайла очередной креации и 1-го виконта Лайла, и его жены Джоан Чеддер. В 1453 году Джон погиб в сражении с французами, а Томас номинально получил его титулы и владения. В 1465 году он был посвящён в рыцари. В 1467 году, когда умерла мать Джона Маргарет Бошан, Томас унаследовал её претензии на треть владений Бошанов, включая замок Беркли в Глостершире. Последний удерживал за собой Уильям Беркли, 2-й барон Беркли. Толбот попытался завладеть крепостью с помощью подкупа, но потерпел неудачу; тогда он, крайне раздосадованный, вызвал барона на битву (19 марта 1470 года).
Этот поступок стал фатальной ошибкой виконта. Сражение было назначено на следующий день, так что Толбот не успел собрать сильное войско: под его началом оказалась только горстка вассалов из ближайшей округи, тогда как Беркли вывел в поле гарнизон замка, отряд своего брата Мориса и шахтёров из Динского леса. В итоге у барона был серьёзный численный и качественный перевес.
Сражение произошло у деревни Нибли-Грин. Виконт атаковал людей Беркли, как только те вышли из леса, но был обстрелян вражескими лучниками. Лесник по имени Чёрный Уилл своей стрелой ранил Толбота в лицо через открытое забрало; тот упал с коня и тут же был добит, а его вассалы обратились в бегство. Эта стычка стала последним в истории Англии сражением между двумя частными армиями.

## Семья и наследство
Томас Толбот был женат с сентября 1466 года на Маргарет Герберт, дочери Уильяма Герберта, 1-го графа Пембрука, и Анны Деверё. На момент гибели мужа виконтесса была беременна, но вскоре у неё случился выкидыш. Права на земли Лайлов перешли к двум сёстрам покойного — Элизабет, жене Эдуарда Грея, барона Феррерса из Гроуби, и Маргарет, жене сэра Джорджа де Вера; Элизабет стала 3-й баронессой Лайл, а титул виконта вернулся короне. Эдуард Грей в 1483 году получил заново созданный титул виконта Лайла.